# Grand Prix automobile d'Australie 2007
GP précédent GP suivant
Le Grand Prix automobile d'Australie 2007 (2007 Formula 1 ING Australian Grand Prix), disputé sur le circuit de l'Albert Park dans la banlieue de Melbourne le 18 mars 2007, est la 769e épreuve du championnat du monde de Formule 1 courue depuis championnat 1950 et l'épreuve d'ouverture du championnat 2007.
Le Grand Prix est remporté par Kimi Räikkönen (Ferrari) devant le double champion du monde Fernando Alonso (McLaren-Mercedes) et le surprenant débutant Lewis Hamilton (McLaren-Mercedes).

## Essais libres

### Vendredi matin
| Pos. | Pilote           | Voiture          | Chrono         | Écart     |
| ---- | ---------------- | ---------------- | -------------- | --------- |
| 1    | Fernando Alonso  | McLaren-Mercedes | 1 min 29 s 214 |           |
| 2    | Felipe Massa     | Ferrari          | 1 min 30 s 707 | + 1 s 493 |
| 3    | Sebastian Vettel | BMW Sauber       | 1 min 30 s 857 | + 1 s 643 |
| 4    | Lewis Hamilton   | McLaren-Mercedes | 1 min 30 s 878 | + 1 s 664 |
| 5    | Jenson Button    | Honda            | 1 min 31 s 162 | + 1 s 948 |
| 6    | Kazuki Nakajima  | Williams-Toyota  | 1 min 31 s 401 | + 2 s 187 |

- Notes :
  - Sebastian Vettel, pilote essayeur chez BMW Sauber, a pris part à cette séance d’essais avec le no 35.
  - Kazuki Nakajima, pilote essayeur chez Williams, a pris part à cette séance d'essais avec no 38.

### Vendredi après-midi

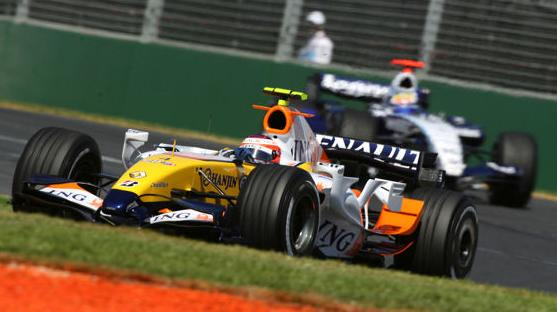
Heikki Kovalainen dispute son premier Grand Prix de Formule 1 à Melbourne

| Pos. | Pilote               | Voiture          | Chrono         | Écart     |
| ---- | -------------------- | ---------------- | -------------- | --------- |
| 1    | Felipe Massa         | Ferrari          | 1 min 27 s 353 |           |
| 2    | Kimi Räikkönen       | Ferrari          | 1 min 27 s 747 | + 0 s 397 |
| 3    | Lewis Hamilton       | McLaren-Mercedes | 1 min 27 s 829 | + 0 s 476 |
| 4    | Giancarlo Fisichella | Renault          | 1 min 27 s 941 | + 0 s 588 |
| 5    | Nick Heidfeld        | BMW Sauber       | 1 min 27 s 970 | + 0 s 617 |
| 6    | Alexander Wurz       | Williams-Toyota  | 1 min 27 s 981 | + 0 s 628 |

### Samedi matin
| Pos. | Pilote               | Voiture           | Chrono         | Écart     |
| ---- | -------------------- | ----------------- | -------------- | --------- |
| 1    | Kimi Räikkönen       | Ferrari           | 1 min 26 s 064 |           |
| 2    | Giancarlo Fisichella | Renault           | 1 min 26 s 454 | + 0 s 390 |
| 3    | Lewis Hamilton       | McLaren-Mercedes  | 1 min 26 s 467 | + 0 s 403 |
| 4    | Anthony Davidson     | Super Aguri-Honda | 1 min 26 s 491 | + 0 s 427 |
| 5    | Felipe Massa         | Ferrari           | 1 min 26 s 547 | + 0 s 483 |
| 6    | Nick Heidfeld        | BMW Sauber        | 1 min 26 s 753 | + 0 s 689 |

## Grille de départ
| Pos. | Pilote               | Écurie            | Qualifications 1 | Qualifications 2 | Qualifications 3 |
| ---- | -------------------- | ----------------- | ---------------- | ---------------- | ---------------- |
| 1    | Kimi Räikkönen       | Ferrari           | 1 min 26 s 644   | 1 min 25 s 644   | 1 min 26 s 072   |
| 2    | Fernando Alonso      | McLaren-Mercedes  | 1 min 26 s 697   | 1 min 25 s 326   | 1 min 26 s 493   |
| 3    | Nick Heidfeld        | BMW Sauber        | 1 min 26 s 895   | 1 min 25 s 358   | 1 min 26 s 556   |
| 4    | Lewis Hamilton       | McLaren-Mercedes  | 1 min 26 s 674   | 1 min 25 s 577   | 1 min 26 s 755   |
| 5    | Robert Kubica        | BMW Sauber        | 1 min 26 s 696   | 1 min 25 s 882   | 1 min 27 s 347   |
| 6    | Giancarlo Fisichella | Renault           | 1 min 27 s 270   | 1 min 25 s 944   | 1 min 27 s 634   |
| 7    | Mark Webber          | Red Bull-Renault  | 1 min 26 s 978   | 1 min 26 s 623   | 1 min 27 s 934   |
| 8    | Ralf Schumacher      | Toyota            | 1 min 27 s 014   | 1 min 26 s 688   | 1 min 28 s 404   |
| 9    | Jarno Trulli         | Toyota            | 1 min 27 s 328   | 1 min 26 s 739   | 1 min 28 s 692   |
| 10   | Takuma Satō          | Super Aguri-Honda | 1 min 27 s 365   | 1 min 26 s 758   | 1 min 28 s 871   |
| 11   | Anthony Davidson     | Super Aguri-Honda | 1 min 26 s 986   | 1 min 26 s 909   |                  |
| 12   | Alexander Wurz       | Williams-Toyota   | 1 min 27 s 596   | 1 min 26 s 914   |                  |
| 13   | Heikki Kovalainen    | Renault           | 1 min 27 s 529   | 1 min 26 s 964   |                  |
| 14   | Jenson Button        | Honda             | 1 min 27 s 540   | 1 min 27 s 264   |                  |
| 15   | Nico Rosberg         | Williams-Toyota   | 1 min 27 s 479   | 1 min 27 s 393   |                  |
| 16   | Felipe Massa         | Ferrari           | 1 min 26 s 712   |                  |                  |
| 17   | Rubens Barrichello   | Honda             | 1 min 27 s 679   |                  |                  |
| 18   | Vitantonio Liuzzi    | STR-Ferrari       | 1 min 28 s 305   |                  |                  |
| 19   | David Coulthard      | Red Bull-Renault  | 1 min 28 s 579   |                  |                  |
| 20   | Scott Speed          | STR-Ferrari       | 1 min 29 s 267   |                  |                  |
| 21   | Adrian Sutil         | Spyker-Ferrari    | 1 min 29 s 339   |                  |                  |
| 22   | Christijan Albers    | Spyker-Ferrari    | 1 min 31 s 932   |                  |                  |

- Felipe Massa rétrogradé de 10 places sur la grille pour avoir changé de moteur[4].

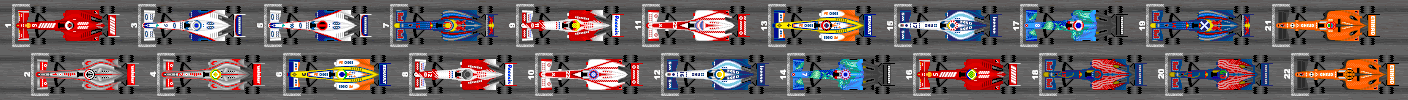
La grille de départ du Grand Prix

## Course

### Classement de la course
| Pos. | no | Pilote               | Écurie             | Tours | Temps/Abandon                      | Grille | Points |
| ---- | -- | -------------------- | ------------------ | ----- | ---------------------------------- | ------ | ------ |
| 1    | 6  | Kimi Räikkönen       | Ferrari            | 58    | 1 h 25 min 28 s 770 (215,893 km/h) | 1      | 10     |
| 2    | 1  | Fernando Alonso      | McLaren-Mercedes   | 58    | + 7 s 242                          | 2      | 8      |
| 3    | 2  | Lewis Hamilton       | McLaren-Mercedes   | 58    | + 18 s 595                         | 4      | 6      |
| 4    | 9  | Nick Heidfeld        | BMW Sauber         | 58    | + 38 s 763                         | 3      | 5      |
| 5    | 3  | Giancarlo Fisichella | Renault            | 58    | + 1 min 06 s 469                   | 6      | 4      |
| 6    | 5  | Felipe Massa         | Ferrari            | 58    | + 1 min 06 s 805                   | 22     | 3      |
| 7    | 16 | Nico Rosberg         | Williams-Toyota    | 57    | + 1 tour                           | 15     | 2      |
| 8    | 11 | Ralf Schumacher      | Toyota             | 57    | + 1 tour                           | 8      | 1      |
| 9    | 12 | Jarno Trulli         | Toyota             | 57    | + 1 tour                           | 9      |        |
| 10   | 4  | Heikki Kovalainen    | Renault            | 57    | + 1 tour                           | 13     |        |
| 11   | 8  | Rubens Barrichello   | Honda              | 57    | + 1 tour                           | 16     |        |
| 12   | 22 | Takuma Satō          | Super Aguri-Honda  | 57    | + 1 tour                           | 10     |        |
| 13   | 15 | Mark Webber          | Red Bull-Renault   | 57    | + 1 tour                           | 7      |        |
| 14   | 18 | Vitantonio Liuzzi    | Toro Rosso-Ferrari | 57    | + 1 tour                           | 17     |        |
| 15   | 7  | Jenson Button        | Honda              | 57    | + 1 tour                           | 14     |        |
| 16   | 23 | Anthony Davidson     | Super Aguri-Honda  | 56    | + 2 tours                          | 11     |        |
| 17   | 20 | Adrian Sutil         | Spyker-Ferrari     | 56    | + 2 tours                          | 20     |        |
| Abd. | 17 | Alexander Wurz       | Williams-Toyota    | 49    | Accrochage avec Coulthard          | 12     |        |
| Abd. | 14 | David Coulthard      | Red Bull-Renault   | 49    | Accrochage avec Wurz               | 18     |        |
| Abd. | 10 | Robert Kubica        | BMW Sauber         | 36    | Boîte de vitesses                  | 5      |        |
| Abd. | 19 | Scott Speed          | Toro Rosso-Ferrari | 31    | Crevaison                          | 19     |        |
| Abd. | 21 | Christijan Albers    | Spyker-Ferrari     | 11    | Accident                           | 21     |        |

### Pole position et record du tour
- Pole position :  Kimi Räikkönen (Ferrari) en 1 min 26 s 072 (vitesse moyenne : 221,800 km/h). Le meilleur temps des qualifications a quant à lui été établi par Alonso lors de la Q2 en 1 min 25 s 326[6].
- Meilleur tour en course :  Kimi Räikkönen (Ferrari) en 1 min 25 s 235 au 41e tour (vitesse moyenne : 223,978 km/h)[7].

### Tours en tête
- Kimi Räikkönen (Ferrari) : 52 tours (1-18 / 23-42 / 45-58) ;
- Lewis Hamilton (McLaren-Mercedes) : 4 tours (19-22) ;
- Fernando Alonso (McLaren-Mercedes) : 2 tours (43-44)[8].

## Classements généraux à l'issue de la course
| Pos. | Pilote               | Écurie           | Points |
| ---- | -------------------- | ---------------- | ------ |
| 1    | Kimi Räikkönen       | Ferrari          | 10     |
| 2    | Fernando Alonso      | McLaren-Mercedes | 8      |
| 3    | Lewis Hamilton       | McLaren-Mercedes | 6      |
| 4    | Nick Heidfeld        | BMW Sauber       | 5      |
| 5    | Giancarlo Fisichella | Renault          | 4      |
| 6    | Felipe Massa         | Ferrari          | 3      |
| 7    | Nico Rosberg         | Williams-Toyota  | 2      |
| 8    | Ralf Schumacher      | Toyota           | 1      |

| Pos. | Écurie           | Points |
| ---- | ---------------- | ------ |
| 1    | McLaren-Mercedes | 14     |
| 2    | Ferrari          | 13     |
| 3    | BMW Sauber       | 5      |
| 4    | Renault          | 4      |
| 5    | Williams-Toyota  | 2      |
| 6    | Toyota           | 1      |

## Statistiques
- 10e victoire de sa carrière pour Kimi Räikkönen (Ferrari).
- 1er hat-trick (victoire, pole position et meilleur tour) pour Kimi Räikkönen (Ferrari).
- 1er Grand Prix, premiers tours en tête et premier podium pour le champion en titre de GP2 Series, Lewis Hamilton (McLaren-Mercedes).
- 1er Grand Prix de l'écurie Spyker F1 Team.
- 193e victoire pour Ferrari en tant que constructeur.
- 193e victoire pour Ferrari en tant que motoriste.
- Spectaculaire accrochage, qui aurait pu virer au drame, entre Coulthard et Wurz au 49e tour : la monoplace de Coulthard décolle et glisse sur la structure de sécurité de Wurz, juste devant le cockpit du pilote autrichien.